# Guardium

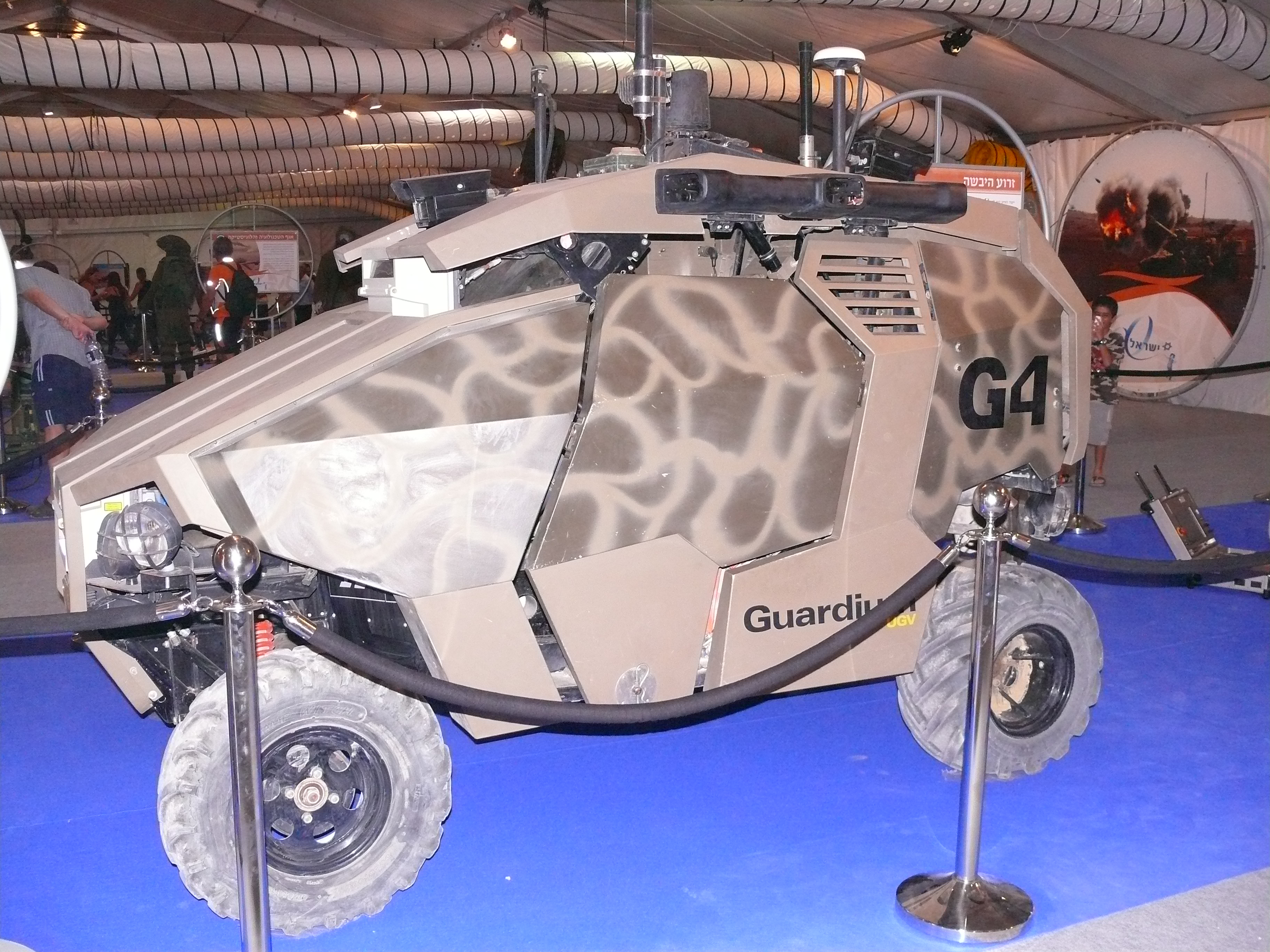

Guardium — військовий безпілотний автомобіль.
Створено ізраїльською фірмою G-NIUS, що належить ізраїльським оборонним компаніям «Elbit Systems» та «Israel Aerospace Industries». Вперше продемонстровано у 2009 році на виставці у Лондоні.
Призначений для патрулювання, супроводу автоколон, ведення розвідки та охорони. Guardium побудований на базі чотириколісного баггі, що забезпечує підвищену прохідність на пересіченій місцевості. Вступив на озброєння Армії оборони Ізраїлю на початку 2009 року.
Оснащується чотиритактним дизельним двигуном Lombardini. Має 38-сантиметровий кліренс, 34-сантиметровий перебіг підвіски.

## ТТХ

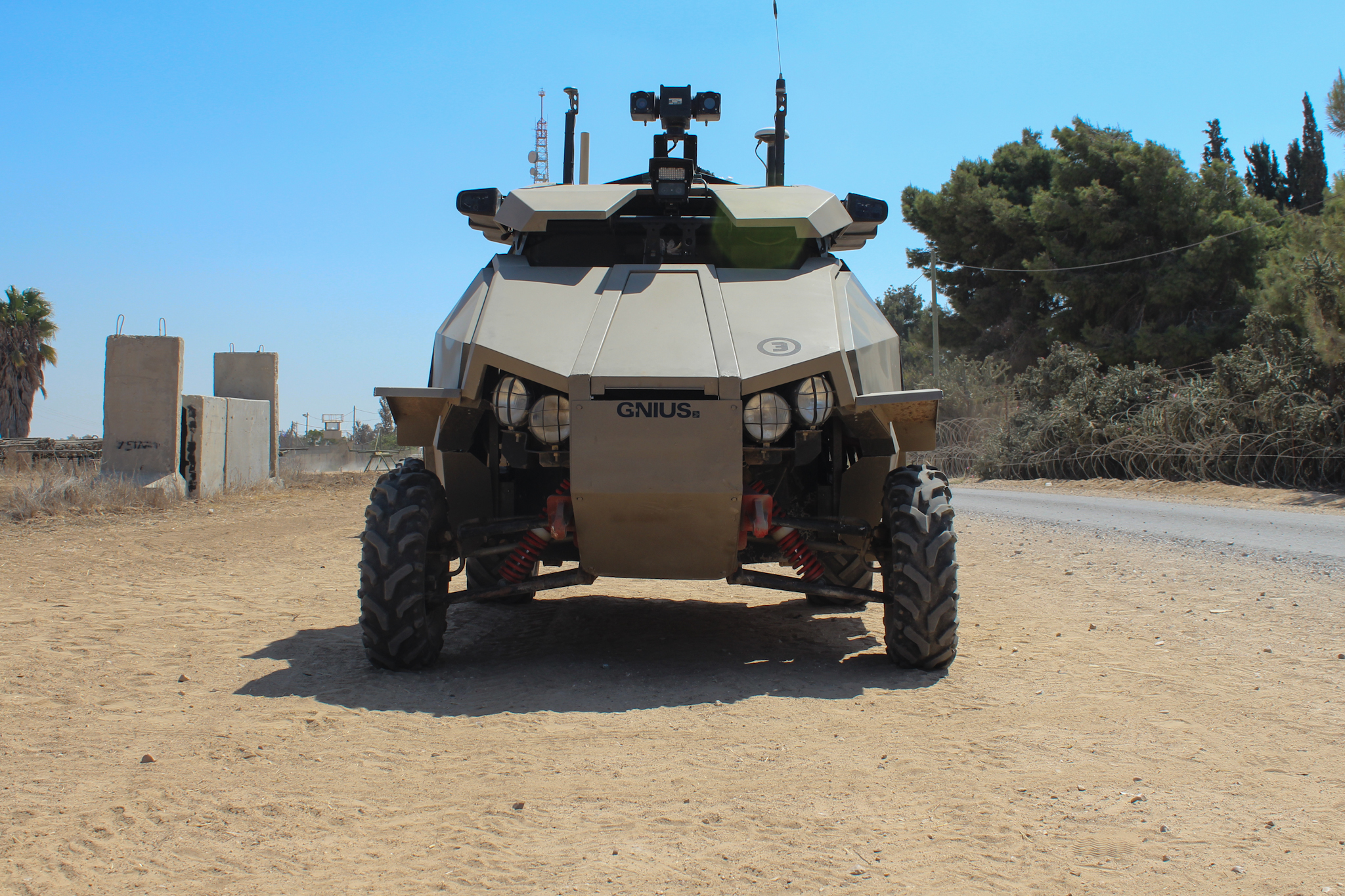

- Може патрулювати за заданим маршрутом дорогою та пересіченою місцевістю без втручання оператора

- Повний дистанційний контроль

- Розвиває швидкість до 80 км/год.

- До 300 кг корисного навантаження

- Можливість встановлення зброї

- Двосторонній аудіо зв'язок